# Masfjorden
Masfjorden és un municipi situat al comtat de Vestland, Noruega. Té 1.701 habitants (2016) i la seva superfície és de 556,07 km². El centre administratiu del municipi és el poble de Masfjordnes.